# Michelle Ang
Michelle Ang (Christchurch; 17 de octubre de 1983) es una actriz de cine y televisión neozelandesa. Es más conocida por su trabajo en la serie australiana Neighbours y la serie de éxito posapocalíptica La tribu, donde interpretó a Tai-San. También destaca su aparición en Xena: la princesa guerrera como Akemi. 
Michelle es además bailarina y cantó en el álbum de la serie La Tribu: Abe Messiah. También apareció en la película estadounidense Esta abuela es mi padre y El castor. Luego apareció en Underemployed, serie emitida por MTV. Protagonizó la webserie Fear the Walking Dead: Flight 462 en el año 2015, interpretando el papel de Alex. Para posteriormente incorporarse a la serie Fear the Walking Dead de forma regular, su embarazo sin embargo causó que los responsables del show prescindieran de su personaje y finalmente sólo apareció en 2 episodios. Es la voz de la clon Omega en Star Wars: La remesa mala (Star Wars: The Bad Batch).

## Filmografía
Cine
| Año  | Título                                                        | Rol             |
| ---- | ------------------------------------------------------------- | --------------- |
| 2021 | Destination Love                                              | Lisa            |
| 2018 | For Izzy                                                      | Dede            |
| 2017 | Fallen Stars                                                  | Daisy           |
| 2016 | Triple 9                                                      | Trina Ling      |
| 2015 | Fallen Stars                                                  | Daisy           |
| 2014 | The Taking of Deborah Logan                                   | Mia Medina      |
| 2013 | Echoes                                                        | Singer          |
| 2011 | The Potential Wives of Norman Mao                             | Suzy Fong       |
| 2011 | My Wedding and Other Secrets                                  | Emily           |
| 2011 | Big Mommas: Like Father, Like Son (Esta abuela es mi padre 3) | Mia             |
| 2008 | Take 3                                                        | Melanie Shum    |
| 2006 | No. 2                                                         | Grace           |
| 2004 | Futile Attraction                                             | Violet McKenzie |
| 2004 | Forbidden Fury                                                | Terry Spears    |

Televisión
| Año       | Título                                              | Rol                         | Notas                    |
| --------- | --------------------------------------------------- | --------------------------- | ------------------------ |
| 2021      | Star Wars: The Bad Batch                            | Omega                       | 19 episodios             |
| 2021      | My Life Is Murder                                   | Kathleen Boyce              | Temporada 2, episodio 3  |
| 2021      | Vegas                                               | Miranda Lau                 | 6 episodios              |
| 2021      | Good Grief                                          | Michelle                    | 2 episodios              |
| 2020      | Las nuevas leyendas de Mono                         | General Khan                | 7 episodios              |
| 2020      | Mourners, Inc                                       | Eva                         | Temporada 1, episodio 1  |
| 2020      | The Twilight Zone                                   | Ling                        | Temporada 2, episodio 8  |
| 2019      | High Flying Bird                                    | Rachel                      | Película                 |
| 2016      | Best Thing You'll Ever Do                           | Sena                        | Miniserie                |
| 2016      | Fear The Walking Dead                               | Alex                        | Temporada 2, 2 episodios |
| 2015-2016 | Fear the Walking Dead: Flight 462                   | Alex                        | 16 episodios             |
| 2014      | Rizzoli & Isles                                     | Lucy Chen                   | Temporada 5, episodio 11 |
| 2013      | Perception                                          | Former National Guardwoman  | Temporada 2, episodio 10 |
| 2013      | Drop Dead Diva                                      | Lanfen                      | Temporada 5, episodio 7  |
| 2013      | Grey's Anatomy (Anatomía de Grey)                   | Cherise                     | Temporada 9, episodio 22 |
| 2013      | Top of the Lake                                     | Kimmie                      | 2 episodios              |
| 2012-2013 | Underemployed                                       | Sophia/Sofia/Sophia Swanson | 12 episodios             |
| 2007-2008 | South of Nowhere                                    | Lily Zee                    | 4 episodios              |
| 2005-2006 | Outrageous Fortune                                  | Tracy Hong                  | 16 episodios             |
| 2002-2004 | Neighbours                                          | Lori Lee                    | 87 episodios             |
| 2002      | Being Eve                                           | Masako                      | Temporada 2, episodio 22 |
| 2001      | Xena: Warrior Princess (Xena: La princesa guerrera) | Akemi                       | 2 episodios              |
| 1999-2002 | La tribu                                            | Tai-San                     | 142 episodios            |
| 1999      | A Twist in the Tale                                 | Messha                      | Temporada 1, episodio 14 |
| 1997-1998 | Young Entertainers                                  | Super Trooper               |                          |

## Premios y nominaciones
| Año  | Categoría                      | Premio      | Trabajo nominado | Resultado |
| ---- | ------------------------------ | ----------- | ---------------- | --------- |
| 2003 | Most Popular New Female Talent | Logie Award | Neighbours       | Nominada  |